# Позначення авіації Армії США (1956—1962)
Упродовж 1956—1962 років Армія США (сухопутна складова Збройних сил США) використовувала власну систему позначень військової авіації, що відрізнялась від системи Флоту США та системи Повітряних сил, створених у 1922 та 1924 роках відповідно.

## Історія
До 1947 року повітряні сили США були представлені складовою Армії США: Авіаційна служба Армії США (1918—1926), Повітряний корпус Армії США (1926—1942), Повітряні сили Армії США (1941—1947). 1947 року було створено Повітряні сили США як окремий вид військ. З 1924 до 1962 всі вони використовували систему позначення Авіаційної служби Армії США зразка 1924 року. 
1956 Армія США запровадила власну систему позначень. Система була дуже простою порівняно зі своїми аналогами в Повітряних силах та Флоті. Вона перестала застосовуватись 1962 року, коли було ухвалено спільну систему для всіх родів військ, засновану на системі Повітряних сил зразка 1947 року.
Також Армія використовувала деякі індекси авіації Повітряних сил до 1962, наприклад, H-19 та L-19.

## Система
Система позначень містила два індекси: тип літака та призначення, які перелічені нижче:
- AC (англ. Airplane, Cargo) — транспортний літак (наприклад AC-1 Caribou[en], AC-2 Buffalo)
- AO (англ. Airplane, Observation) — спостережний літак (наприклад
- AU (англ. Airplane, Utility) — утилітарний (багатоцільовий) літак[en]
- AZ (англ. Airplane, Experimental) — експериментальний літак
- HC (англ. Helicopter, Cargo) — транспортний гелікоптер
- HO (англ. Helicopter, Observation) — спостережний гелікоптер
- HU (англ. Helicopter, Utility) — багатоцільовий гелікоптер
- HZ (англ. Helicopter, Experimental) — експериментальний гелікоптер
- VZ (англ. VTOL/STOL, Experimental) — експериментальний літак (або інший літальний апарат) вертикального або скороченого злету та посадки.

## Список
Нижче наведено невичерпний список літальних апаратів, що мали індекс ув армійській системі позначень:

### Літаки
- AC-1 Caribou[en] (з 1962 — CV-2)
- AC-2 Buffalo (з 1962 — CV-7)
- AO-1 Mohawk (з 1962 — OV-1)
- AO-2 та AO-3 Inflatoplane
- AU-1[en] (з 1962 — U-1)

### Гелікоптери
- HO-4 (з 1962 — OH-4)
- HO-5 (з 1962 — OH-5)
- HO-6 (з 1962 — OH-6)
- HU-1[a] (з 1962 — UH-1)

### Інші
- Hiller VZ-1 Pawnee
- Vertol VZ-2[en]
- Ryan VZ-3 Vertiplane[en]
- Doak VZ-4[en]
- Fairchild VZ-5[en]
- Curtiss-Wright VZ-7[en]
- Piasecki VZ-8 Airgeep[en]
- Avro Canada VZ-9 Avrocar
- Lockheed VZ-10 Hummingbird[en] (з 1962 — XV-4)
- Ryan VZ-11 Vertifan[en] (з 1962 — XV-5)
- Hawker Siddeley VZ-12 Kestrel[en] (з 1962 — XV-6)